# Чуднівська міська рада
Чу́днівська міська́ ра́да (від створення — Старочуднівська селищна рада, до 2012 року — Чуднівська селищна рада) — орган місцевого самоврядування Чуднівської міської територіальної громади Житомирської області. Розміщення — місто Чуднів.

## Склад ради

### VIII скликання
Рада складається з 26 депутатів та голови.
25 жовтня 2020 року, на чергових місцевих виборах, було обрано 26 депутатів ради, з них (за суб'єктами висування): «Наш край» — 6, Радикальна партія Олега Ляшка — 4, «За майбутнє», «Європейська Солідарність», «Пропозиція» та Всеукраїнське об'єднання «Батьківщина» — по 3, «Опозиційна платформа — За життя» та Слуга народу — по 2.
Головою громади обрали позапартійного висуванця партії «Наш край» Віталія Войтка, керівника місцевого агротовариства.

### Перший склад ради громади (2018р.)
Перші вибори депутатів ради та голови громади відбулись 23 грудня 2018 року. Було обрано 26 депутатів ради, з них (за суб'єктами висування): Народна партія — 8 депутатів, Всеукраїнське об'єднання «Батьківщина» — 6, Радикальна партія Олега Ляшка — 4, БПП «Солідарність» та «Громадянська позиція» — по 3, «Народний Фронт» — 2 місця.
Головою громади обрали кандидата та члена Народної партії Івана Розводовського, чинного Чуднівського міського голову.
30 січня 2019 року голова громади Іван Розводовський помер.

### VI скликання
За результатами місцевих виборів 2010 року депутатами ради стали:

#### За суб'єктами висування
| Суб'єкт висування                     | Кількість обраних депутатів | %    |
| ------------------------------------- | --------------------------- | ---- |
| Самовисування                         | 22                          | 73,3 |
| Партія регіонів                       | 5                           | 16,7 |
| Народна партія                        | 1                           | 3,3  |
| Політична партія «Сильна Україна»     | 1                           | 3,3  |
| Українська соціал-демократична партія | 1                           | 3,3  |

#### За округами
| № округу                              | Прізвище, ім'я, по батькові    | Дата визнання обраним | Освіта             | Партійна приналежність                        | Відомості про обраного депутата                                     |
| ------------------------------------- | ------------------------------ | --------------------- | ------------------ | --------------------------------------------- | ------------------------------------------------------------------- |
| Народна Партія                        |                                |                       |                    |                                               |                                                                     |
| 7                                     | Кіндрук Іван Васильович        | 03.11.2010            | вища               | член Народної партії                          | Чуднівський РЕМ, інженер                                            |
| Партія регіонів                       |                                |                       |                    |                                               |                                                                     |
| 17                                    | Сусол Валентина Антонівна      | 03.11.2010            | вища               | позапартійна                                  | ЖКГ Чуднівської РДА, головний спеціаліст                            |
| 19                                    | Жміда Любов Петрівна           | 03.11.2010            | вища               | член Партії регіонів                          | управління економіки Чуднівської РДА, заступник начальника          |
| 26                                    | Аблаєва Лариса Леонідівна      | 03.11.2010            | вища               | член Партії регіонів                          | відділ фінансового управління Чуднівської РДА, провідний спеціаліст |
| 29                                    | Лиманець Наталія Лівонівна     | 03.11.2010            | незакінчена вища   | позапартійна                                  | Чуднівська РДА, секретар                                            |
| 30                                    | Захарчук Лариса Миколаївна     | 03.11.2010            | вища               | позапартійна                                  | відділ фінансового управління Чуднівської РДА, начальник            |
| Політична партія «Сильна Україна»     |                                |                       |                    |                                               |                                                                     |
| 12                                    | Тарасюк Михайло Володимирович  | 03.11.2010            | вища               | член Політичної партії «Сильна Україна»       | Чуднівська ДЮСШ, директор                                           |
| Українська соціал-демократична партія |                                |                       |                    |                                               |                                                                     |
| 11                                    | Мельничук Ольга Ігорівна       | 03.11.2010            | вища               | член Української соціал-демократичної партії  | Дідковецька загальноосвітня школа І-ІІІ ст., вчитель                |
| Самовисування                         |                                |                       |                    |                                               |                                                                     |
| 1                                     | Момот Наталія Леонідівна       | 03.11.2010            | середня спеціальна | позапартійна                                  | ДНЗ № 3 «Веснянка», вихователь                                      |
| 2                                     | Головень Володимир Євгенович   | 03.11.2010            | середня спеціальна | позапартійний                                 | Фермерське господарство, фермер                                     |
| 3                                     | Ященко Алла Іванівна           | 03.11.2010            | середня спеціальна | позапартійна                                  | ДНЗ № 2 «Зірочка», музичний керівник                                |
| 4                                     | Дерманська Вікторія Леонідівна | 03.11.2010            | вища               | позапартійна                                  | Чуднівська селищна рада, землевпорядник                             |
| 5                                     | Брайон Людмила Валентинівна    | 03.11.2010            | вища               | позапартійна                                  | Чуднівська загальноосвітня школа № 2, педагог-організатор           |
| 6                                     | Симон Сергій Олексійович       | 03.11.2010            | вища               | позапартійний                                 | Газета «Чуднівська фортеця», редактор газети                        |
| 8                                     | Цьомик Володимир Якович        | 03.11.2010            | середня спеціальна | позапартійний                                 | Чуднівська селищна рада, заступник селищного голови                 |
| 9                                     | Самчук Наталія Іванівна        | 03.11.2010            | вища               | позапартійна                                  | ПП"Чуднів-фарма", приватний підприємець                             |
| 10                                    | Вербельчук Галина Сергіївна    | 03.11.2010            | вища               | позапартійна                                  | Чуднівська селищна рада, секретар                                   |
| 13                                    | Мудревська Леся Тарасівна      | 03.11.2010            | вища               | позапартійна                                  | ТОВ «Поліський край», спеціаліст                                    |
| 14                                    | Жміда Ольга Андріївна          | 03.11.2010            | вища               | позапартійна                                  | Чуднівська ЦРЛ, лікар                                               |
| 15                                    | Носенко Тарас Миколайович      | 03.11.2010            | середня спеціальна | позапартійний                                 | приватний підприємець                                               |
| 16                                    | Соботович Галина Миколаївна    | 03.11.2010            | середня спеціальна | позапартійна                                  | приватний магазин «Едем», підприємець                               |
| 18                                    | Цозик Володимир Васильович     | 03.11.2010            | середня спеціальна | позапартійний                                 | Чуднівський РВУМВС, заступник начальника слідчого відділення        |
| 20                                    | Косяк Петро Петрович           | 03.11.2010            | вища               | позапартійний                                 | Чуднівська районна СЕС, лікар                                       |
| 21                                    | Корчук Наталія Петрівна        | 03.11.2010            | вища               | позапартійна                                  | Чуднівська РДА, (декретна відпустка)                                |
| 22                                    | Котюжинський Микола Петрович   | 03.11.2010            | середня спеціальна | член Соціалістичної партії України            | Чуднівський спиртзавод, майстер бардо-приймального відділення       |
| 23                                    | Жуковська Галина Володимирівна | 03.11.2010            | вища               | позапартійна                                  | Районний відділ освіти, методист                                    |
| 24                                    | Момот Лариса Мефодіївна        | 03.11.2010            | середня спеціальна | позапартійна                                  | ДНЗ № 2 «Зірочка», вихователь                                       |
| 25                                    | П'ятецький Василь Васильович   | 03.11.2010            | вища               | позапартійний                                 | Чуднівський спиртзавод, головний інженер                            |
| 27                                    | Гаврилюк Тетяна Леонідівна     | 03.11.2010            | вища               | член Всеукраїнського об'єднання «Батьківщина» | відділ Держкомзему у Чуднівському районі, спеціаліст                |
| 28                                    | Рудик Олександр Миколайович    | 03.11.2010            | вища               | позапартійний                                 | приватний підприємець                                               |

## Історія
Раду було утворено 23 листопада 1925 року як Старо-Чуднівську єврейську селищну раду в містечковій частині селища Чуднів Чуднівського району Бердичівської округи.
Станом на 1 вересня 1946 року та 1 січня 1972 року селищна рада входила до складу Чуднівського району Житомирської області, на обліку в раді перебувало смт Чуднів.
5 березня 1959 року до складу ради були включені села Новий Чуднів Новочуднівської сільської ради та Старий Чуднів Вільшанської сільської ради Чуднівського району.
6 вересня 2012 року селищну раду реорганізовано до рівня міської через віднесення адміністративного центру до категорії міст районного значення.
До 15 січня 2019 року — адміністративно-територіальна одиниця в Чуднівському районі Житомирської області з територією — 10,37 км², населенням 5815 осіб (станом на 1 січня 2015 року) та підпорядкуванням м. Чуднів.
Входила до складу Чуднівського (23.11.1925 р., 8.12.1966 р.) та Бердичівського (30.12.1962 р.) районів.

### Населення
Відповідно до перепису населення СРСР, на 17 грудня 1926 року чисельність населення ради становила 3 752 особи, з них за статтю: чоловіків — 1 743, жінок — 2 009; етнічний склад: українців — 679, росіян — 31, євреїв — 2995, поляків — 30, чехів — 2, інші — 15. Кількість домогосподарств — 436.
Кількість населення ради, станом на 1931 рік, становила 5 978 осіб.
Відповідно до результатів перепису населення СРСР, кількість населення ради, станом на 12 січня 1989 року, становила 6 670 осіб.
Станом на 5 грудня 2001 року, відповідно до перепису населення України, кількість мешканців селищної ради становила 6 450 осіб.

## Голови
| № | Прізвище, ім'я, по батькові  | Початок повноважень | Припинення повноважень | На посаді           | Примітка                                            |
| - | ---------------------------- | ------------------- | ---------------------- | ------------------- | --------------------------------------------------- |
| 1 | Розводовський Іван Йосипович | 15.01.2019          | 30.01.2019 (помер)     | 15 днів             |                                                     |
| 2 | Вербельчук Галина Сергіївна  | 08.02.2019          | 22.10.2019             | 8 міс. 14 днів      | секретар ради, виконувала обов'язки міського голови |
| 3 | Костяков Сергій Михайлович   | 22.10.2019          | 27.11.2020             | 1 рік 1 міс. 5 днів | секретар ради, виконував обов'язки міського голови  |
| 4 | Войтко Віталій Володимирович | 27.11.2020          | по теперішній час      |                     |                                                     |